# Miguel Ponte Manso de Zúñiga
Luis Miguel Limia Ponte y Manso de Zúñiga, vuitè Marquès de Bóveda de Limia, (1882 - 1952) va ser un militar espanyol que va participar en la revolta militar contra la II República, que va donar origen a la Guerra Civil espanyola. Va ser vocal de la Junta de Defensa Nacional que va ostentar la prefectura de l'Estat del bàndol revoltat entre el 24 de juliol i l'1 d'octubre de 1936, amb el grau de Tinent General.

## Biografia
Aristòcrata i terratinent, en 1924 era Coronel de Cavalleria. En 1931, en proclamar-se la II República, i ja com General de Brigada, va sol·licitar el seu retir del servei actiu. El 10 d'agost de 1932 va participar en l'intent de cop d'estat del general José Sanjurjo (conegut com La Sanjurjada), i davant el fracàs d'aquest, va fugir a Portugal.
En produir-se el pronunciament del 17 i 18 de juliol de 1936, va col·laborar amb el general Andrés Saliquet per ensenyorir-se de la VII Divisió Orgànica en Valladolid. Durant la guerra va ser Cap de la 5a. Divisió d'Infanteria i posteriorment Comandant en Cap dels Cossos I i V de l'exèrcit revoltat.
El 8 d'agost de 1939 va ser nomenat Comandant General de les Illes Balears, càrrec que va exercir durant només 9 dies, en ser reemplaçat per Alfredo Kindelán, i va passar a exercir el càrrec de General en Cap de les Forces militars al Marroc.
Va ser procurador en Corts de 1943 a 1949, a més de President del Consell Suprem de Justícia Militar. Va ser també un dels disset procuradors que juntament amb altres deu personalitats van signar el Manifest dels Vint-i-set promogut pel també procurador Joan Ventosa, amb l'esperança d'una restauració monàrquica en la persona de Joan de Borbó i Battenberg i la reconstrucció del seu vell partit la Lliga Catalana. Nomenat al desembre de 1951 fill adoptiu de la ciutat de Maó, on es va casar i va estar destinat durant uns anys. Va ostentar la regència de l'Estat del 18 al 27 d'octubre de 1949, durant una absència de Franco.

## Imputat per crims contra la humanitat i detenció il·legal
En 2008, va ser un dels trenta-cinc alts càrrecs del franquisme imputats per l'Audiència Nacional en el sumari instruït per Baltasar Garzón pels presumptes delictes de detenció il·legal i crims contra la humanitat que suposadament haurien estat comesos durant la Guerra civil espanyola i els primers anys del règim de Franco. El jutge va declarar extingida la responsabilitat criminal de Ponte quan va rebre constància fefaent de la seva defunció, esdevingut cinquanta-sis anys abans. La instrucció de la causa va ser tan polèmica que Garzón va arribar a ser acusat de prevaricació, jutjat i absolt pel Tribunal Suprem.

## Conferències
- PONTE Y MANSO DE ZÚÑIGA, Miguel, "La Caballería en la actualidad: Sus características y su empleo, tanto en una guerra regular como en Marruecos" a ESTADO MAYOR CENTRAL DEL EJÉRCITO, Curso de información para el Mando y especial para coroneles de las armas combatientes 1924- 1925. Conferencias pronunciadas durante el primer período del mismo, Talleres del Depósito de la Guerra, Madrid, 1924, pp. 95- 132.[12]